# L'Honneur terni
L’Honneur terni (titre original : Tarnished Knight) est le premier roman de la série de science-fiction Étoiles perdues de l'écrivain Jack Campbell. Il est paru aux États-Unis en 2012 puis a été traduit en français et publié par les éditions L'Atalante en 2013.
Cette série traite de l'effondrement de l'univers Syndic, et plus particulièrement les efforts des dirigeants du système de Midway pour faire face aux conséquences à l'effondrement de l'autorité centrale.
Elle se déroule en même temps que les événements de la série Par delà la frontière.

## Résumé
Drakon, commandant en chef des forces terrestres de Midway, aidé de Malin et Morgan neutralise le système de surveillance des Services de Sécurité Interne. Puis il rejoint Iceni, la commandante en chef des forces spatiales, ils veulent éliminer la Sécurité interne, prendre le contrôle du système et ne plus dépendre de l’autorité des Mondes syndiqués. Drakon et ses troupes éliminent la quasi-totalité des séides de la SSI appelés serpents. Il rétablit l’ancienne hiérarchie militaire et devient le général Drakon. Iceni de son côté prend le contrôle d’une partie importante de la flotte mobile, soit quatre croiseurs lourds et quelques unités légères, elle décide de s’appeler présidente.
Iceni et Drakon se méfient l’un de l’autre, ils décident d’accorder des élections au peuple pour les fonctions subalternes. La responsable de la principale installation orbitale qui peut lancer des frappes cinétiques veut faire partie des nouveaux dirigeants du système. Drakon et Iceni envoient des commandos équipés de combinaisons furtives dans la station, ils parviennent à l’éliminer. Il s’avère qu’elle travaillait clandestinement pour la SSI qui continue les tentatives d’assassinat. Peu à peu Drakon et Iceni se font confiance. Ils apprennent qu’un cuirassé est en cours de finition dans le système voisin de Kane et décident de s’en emparer.
Iceni part avec la presque totalité des forces mobiles et trois sections de forces spéciales détachées par Drakon sous les ordres du colonel Rogero. Sur la suggestion de Drakon, Iceni change l’intitulé des grades des forces mobiles, la commandante de la flottille Marphissa devient kommodore. Iceni par ruse parvient à approcher la station qui abrite le cuirassé, puis elle déclare la vérité sur l’indépendance de Midway. Elle combat une flottille, commandée par les serpents, Rogero et ses hommes s’emparent du cuirassé avant que les rescapés de l’équipage ne soient éliminés. Trois unités légères du système rejoignent la flottille d’Iceni. Un conseil des travailleurs libres s’empare des installations de la station et réclame le cuirassé. Iceni refuse et le remorque hors d’atteinte. Marphissa convainc Iceni de baptiser tous les navires de la flotte, le cuirassé portera le nom de Midway. Une partie de la flottille s’en va chasser les serpents orbitant autour de la planète. Ces derniers lancent des projectiles cinétiques vers la station prise par les travailleurs libres. Iceni oblige un navire marchand à se détourner pour évacuer les personnels de la station.
La propulsion du cuirassé enfin opérationnelle, la flottille saute vers Midway. Durant le saut, Marphissa prend le risque de dire à Iceni qu’elle doit réformer le système judiciaire en organisant des procès équitables.
Venant de Lono, des syndics émergent dans le système de Midway et demandent sa reddition. Puis s’enfuient par le portail de l’hypernet devant l’arrivée d’Iceni. Elle dit à Drakon que les procès doivent déterminer réellement de la culpabilité ou de l’innocence des accusés. Drakon la convainc de s’impliquer dans le système de Taroa où trois factions se combattent, les loyalistes risquant de l’emporter. De plus leur chantier de construction principal assemble un très gros navire.
A bord d’un cargo marchand, Drakon et ses hommes accostent la station orbitale, éliminent les serpents et s’emparent des chantiers spatiaux de Taroa. Il aide les Libres Taroans à se débarrasser des loyalistes sur la planète. Les Travailleurs Universels sont éliminés par les Libres Taroans, Drakon ne voulant pas s’en mêler. Malin implante un réseau d’espions sur Taroa, Morgan couche avec Drakon soûl qui l’avertit le lendemain que cela ne se reproduira plus. Il annexe la station orbitale en y laissant une partie de ses hommes, permettant ainsi la finition du cuirassé. Le gouvernement de Taroa ne peut que s’incliner et envisage une alliance avec Midway.
Rogero échappe à une tentative d’assassinat sur Midway. Il s’avère que Malin est un informateur d’Iceni. Cette dernière apprécie de plus en plus Drakon.
Une flottille commandée par Boyens arrive par le portail de l’hypernet pour rétablir l’autorité des Mondes syndiqués. Au même moment une flotte importante Enigma arrive par le point de saut de Pele.